# Polyipnus asteroides
Polyipnus asteroides är en fiskart som beskrevs av Schultz, 1938. Polyipnus asteroides ingår i släktet Polyipnus och familjen pärlemorfiskar. Inga underarter finns listade i Catalogue of Life.